# Ernesto Civardi
Ernesto Civardi (né le 21 octobre 1906 à Fossarmato,  frazione de Pavie, en Lombardie et mort le 28 novembre 1989) fut un cardinal italien de la curie romaine, secrétaire de la Congrégation pour les évêques de 1967 à 1979.

## Biographie

### Prêtre
Ernesto Civardi est ordonné prêtre le 29 juin 1930 pour le diocèse de Pavie. Puis il passe un doctorat de droit canon à l'Université pontificale grégorienne.

### Évêque
Nommé secrétaire de la Congrégation pour les évêques avec le titre d'archevêque in partibus de Serdica (de) le 17 mai 1967, il est consacré le 26 juin suivant par le pape Paul VI en personne.
Il occupe cette fonction pendant 12 ans, successivement sous les cardinaux Carlo Confalonieri et Sebastiano Baggio préfets de la congrégation, se retirant le 30 juin 1979, le jour même où il est élevé au cardinalat.
En 1967, il est également nommé secrétaire du Collège des cardinaux. Bien que non électeur, il est secrétaire des conclaves d'août 1978 qui élut Jean-Paul Ier et d'octobre 1978 qui élut Jean-Paul II.

### Cardinal
Jean-Paul II le crée cardinal avec le titre de cardinal-diacre de S. Teodoro lors de son premier consistoire, le 30 juin 1979.